# Prairie Home Township
Prairie Home Township est un township des quatorze township du comté de Cooper dans le Missouri, aux États-Unis,. D'après le recensement de 2020, la localité compte 667 habitants. 

## Géographie
Selon le bureau du recensement des États-Unis, le township de Prairie Home s'étend sur 85.46 km² incluant 85.39 km² de terres et 0.07 km² d'eau. Il est desservie par la Missouri Route 87.

### Ville, bourg, village
- Prairie Home

### Townships limitrophes
- Saline Township (Nord)
- Linn Township (Est)
- North Moniteau Township (Ouest)
- Clark Fork Township (Sud)

## Source de la traduction
- (en) Cet article est partiellement ou en totalité issu de l’article de Wikipédia en anglais intitulé « Prairie Home Township, Cooper County, Missouri » (voir la liste des auteurs).